# Райхельсхайм (Оденвальд)
Райхельсхайм (в русской литературе по истории Германии принято написание Рейхельсгейм; нем. Reichelsheim) — коммуна в Германии, в земле Гессен. Подчиняется административному округу Дармштадт. Входит в состав района Оденвальд. Население составляет 8723 человека (на 31 декабря 2010 года). Занимает площадь 58,21 км².